# Inmates (The Walking Dead)
Inmates é o décimo episódio da quarta temporada da série de televisão norte-americana The Walking Dead, do gênero terror e pós-apocalíptico. O episódio foi exibido originalmente na AMC, nos Estados Unidos, nos Estados Unidos, em 16 de fevereiro de 2014. No Brasil, foi exibido em 18 de fevereiro do mesmo ano, na Fox Brasil. Neste episódio - escrito por Matthew Negrete e Channing Powell e dirigido por Tricia Brock -  os outros sobreviventes do grupo que vivia na prisão tem que lidar com suas perdas recentes, e devem decidir se devem ou não tentar se reunir uns aos outros.
Este episódio marca o retorno de Carol Peletier, interpretada por Melissa McBride, que tem estado ausente por seis episódios seguidos, desde o quarto episódio da 4ª temporada. Scott Wilson e David Morrissey, que interpretavam Hershel Greene e O Governador, respectivamente, já não estão presentes nos títulos de abertura.

## Enredo
Beth Greene (Emily Kinney) narra uma escrita em seu diário em que discute a vida antes de o grupo chegar à prisão. No presente, ela e Daryl Dixon (Norman Reedus) estão sentados ao redor de uma fogueira. Beth insiste que eles não devem ser os únicos sobreviventes do ataque à prisão. Após Daryl não responder, Beth grita com ele, dizendo que já que ele é um rastreador, eles devem rastrear e encontrar os outros. Ela então segue sozinha para dentro da floresta, com Daryl seguindo-a lentamente. Beth é atacada por um zumbi, mas Daryl a salva. Eles começam a procurar por pistas que podem os levar ao encontro dos outros, com Daryl encontrando pegadas de crianças e Beth sugerindo que são as de Luke e Molly. Em sua procura, Daryl e Beth se deparam com um local ensanguentado ao lado dos trilhos de trem, onde zumbis estão comendo duas pessoas irreconhecíveis. Beth, ao ver o sapato de Luke ao lado de um dos corpos, deduz que as vítimas eram Luke e Molly e começa a chorar.
As irmãs Lizzie Samuels (Brighton Sharbino) e Mika Samuels (Kyla Kenedy) estão andando na mata, juntamente com Tyreese (Chad Coleman), que vai andando um pouco mais à frente. Quando eles param para conversar, Tyreese vira-se de frente e é revelado que o bebê Judith Grimes não está morta, e sim sendo carregada em seus braços. Quando a noite cai, eles encontram uma clareira para descansar. Tyreese está alimentando Judith, enquanto Lizzie está sentada em um tronco nas proximidades, o abrigo de três filhotes de coelhos. Ela discretamente remove a faca e mata todos os três filhotes. O grupo é forçado a fugir após ouvirem zumbis se aproximando à distância.
Na manhã seguinte, o grupo encontra uma videira (a mesma que Daryl e Beth encontraram) e colhem uvas. Mika é surpreendida por um barulho no mato e foge sozinha, enquanto Tyreese está mudando a fralda de Judith. Tyreese e Lizzie correm atrás de Mika, e a encontram alguns minutos mais tarde, escondendo-se atrás de uma árvore. Eles se preocupam com o choro de Judith, que pode atrair zumbis, ao mesmo tempo em que são surpreendidos por gritos vindos da direção oposta. Tyreese posiciona as meninas de uma maneira que estas possam ver tudo o que se passa ao seu redor, na intenção de ir ajudar a pessoa que está gritando, deixando o bebê Judith nos braços de Lizzie. Lizzie, incomodada com o choro de Judith, que pode atrair zumbis, coloca as mãos sobre a boca do bebê e passa a sufocá-la.
Tyreese se depara com dois homens, Blick (Michael Harding) e Christofer (Cameron Deane Stewart), que são pai e filho, respectivamente. Os dois estão lutando contra um grupo de zumbis que os ataca. Tyreese ajuda-os a se livrar dos zumbis, matando estes, mas não consegue evitar que os dois homens sejam mordidos pelos zumbis. Em seguida, ele ouve o disparo da arma de fogo de Mika, ao longe. Vários zumbis estão cercando as meninas. Quando Tyreese pensa em voltar para resgatar as meninas e o bebê, elas saem da floresta, acompanhadas por Carol Peletier (Melissa McBride). Tyreese, ao ver que Carol resgatou Lizzie, Mika e Judith, vai ao seu encontro e a abraça, deixando Carol atônita por não saber o motivo de ele abraçar-lhe, já que foi ela quem matou Karen (Melissa Ponzio), a ex-namorada de Tyreese. Antes de morrer, o homem mais velho (que mais tarde ataca Daryl e Beth como um zumbi), diz a Tyreese e Carol sobre um santuário para cima dos trilhos. Em conversa, Tyreese conta a Carol que imaginou que ela estivesse morta, já que não a viu durante a batalha contra O Governador. Carol revela a Tyreese que não estava presente na batalha, mas lhe omite a informação de ter matado Karen e David, ao perceber que ele ainda não sabe do fato.
Maggie Greene (Lauren Cohan), Bob Stookey (Lawrence Gilliard Jr.) e Sasha (Sonequa Martin-Green) estão na floresta próximo à uma pedreira. Maggie afia a faca em uma pedra, enquanto Sasha enfaixa o braço de Bob. Sasha diz a Maggie que eles devem acampar no local, por terem água por perto. Maggie concorda que eles devem ficar lá, mas diz que ela vai procurar por Glenn. Sasha afirma que eles não podem dividir-se agora, enquanto Maggie exclama que ela vai encontrar Glenn. Bob e Sasha decidem acompanhar Maggie. Enquanto caminham, eles se deparam com o ônibus da prisão, que está preenchido com zumbis. Maggie diz a eles que ela vai verificar para ver se Glenn está dentro do ônibus. Bob e Sasha concordam relutantemente. Sasha abre a porta de emergência, com a intenção de permitir que um zumbi saia por vez. Eventualmente, a força feita pelos zumbis é maior que a de Sasha e ela cede, fazendo com que todos os zumbis saiam de uma vez do ônibus. Com o ataque dos zumbis, Bob e Sasha se defendem, enquanto Maggie olha, atordoada. No entanto, Maggie fica furiosa e começa a matar os zumbis, esmagando a cabeça de um zumbi feminino dentro do ônibus antes de esfaqueá-la. Em seguida, ela procura por Glenn, mas percebe que ela não estava dentro do ônibus junto aos outros.
Depois de recobrar a consciência, Glenn se vê em uma passarela da prisão que foi destruída pelo tanque, gritando por Maggie. Ele recolhe algumas roupas e suprimentos, incluindo a garrafa de conhaque de Bob, veste seu equipamento anti-motim, e, em seguida, deixa a prisão, cercado por zumbis. Depois de escapar da multidão de zumbis, ele vê Tara Chambler (Alanna Masterson), que se trancou nas cercas da prisão. Glenn toma-lhe a arma, verificando a munição. Ele tenta convencer Tara a ir embora, embora ela se negue a fazê-lo. Tara explica que ela fez parte do  ataque à prisão. No entanto, Glenn insiste que ele precisa de sua ajuda. Glenn pega a garrafa de conhaque de Bob e usa-a, para fazer um coquetel molotov, jogando-o em um carro, como forma de atrair os zumbis para o local. Enquanto os zumbis são distraídos pelo fogo, Glenn e Tara escapam da prisão e chegam à estrada, perto do ônibus da prisão.
Tara revela que Hershel (Scott Wilson) foi morto pelo Governador e diz-lhe que "Brian tinha dito a ela que o grupo prisão eram pessoas más". Ela acreditou nele, mas vê agora que não era verdade, e ela não consegue entender por que Glenn gostaria de sua ajuda. Glenn explica que ele precisa encontrar Maggie. Depois de um ataque de um pequeno grupo de zumbis, Glenn desmorona, ofegante, deixando Tara para enfrentar um zumbi por conta própria. Ela olha para cima para ver um caminhão militar que encostou na estrada. Tara grita com o caminhão e três pessoas saem deste: Abraham Ford (Michael Cudlitz), Dr. Eugene Poter (Josh McDermitt) e Rosita Espinosa (Christian Serratos). Abraham diz a Tara: "Você tem uma boca maldita, sabe disso? O que mais você tem?".

## Recepção
O episódio recebeu em geral críticas mistas dos críticos. Roth Cornet, da IGN, deu o episódio uma nota 8.3, dizendo: "Em geral, o ritmo se sentiu melhor esta semana, e houve alguns momentos decididamente suculentos e cheios de tensão. Alguns fatores impediram o episódio de subir ao nível de, digamos, um "Interment" (outro episódio da mesma série). Houve alguns momentos em que a série poderia ter feito uma jogada ousada, mas optou por não o fazer, que esvaziou o ritmo um pouco. O episódio mudou a trama para a frente, com "check-ins" em cada um dos sobreviventes da prisão, a introdução e/ou re-introdução de alguns personagens-chave, e um caminho para um novo, um tanto misterioso. Finalmente, "Inmates" funcionou principalmente como um set-up para o restante da temporada".
Patrick Kevin Day, do Los Angeles Times, comentou positivamente sobre a simplicidade do episódio, dizendo: "Este episódio não foi cheio de reviravoltas interessantes (bem, talvez um casal) e não fez um mergulho profundo nas mentes dos personagens principais. Ao contrário, foi mais um episódio de limpeza, fazendo a tomada necessária do grande elenco, no rescaldo do caos da destruição do presídio". Marciela Gonzalez, da Entertainment Weekly, também comentou positivamente sobre personagens da série, dizendo que "Eu só posso falar por mim, mas eu me importo, eu provavelmente me importo muito com os ensaios e atribulações desses personagens, que ainda são cativantes para assistir... Portanto, enquanto tudo é agradável, e Rick, Carl e Michonne etão relativamente bem, eu ainda realmente quero saber como os outros sobreviventes estão lidando".